# Крива Леві

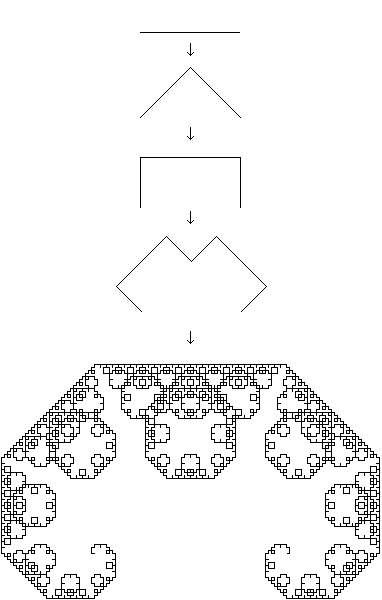
Побудова кривої Леві

Крива Леві — фрактал, який був запропонований французьким математиком Полем Леві, що отримується, якщо декілька разів повторити такі дії:
- 1. Взяти половину квадрата виду /\
- 2. Кожну сторону отриманої фігури замінити таким же фрагментом.

## Властивості
- Крива Леві ніде недиференційована і не спрямована.
- На будь-якому інтервалі кривої Леві є крапки самоперетинання.
- Розмірність Гаусдорфа кривої Леві приблизно дорівнює 1.9340. (Хоча крива Леві складається із двох рівних частин, кожна з яких подібна до всієї кривої з коефіцієнтом подібності {\displaystyle 1/{\sqrt {2}}}, за наявності самоперетинань її розмірність менша ніж {\displaystyle 2=\ln 2/\ln {\sqrt {2}}}.)